# 1984 en science-fiction
| Années de la science-fiction : 1981 - 1982 - 1983 - 1984 - 1985 - 1986 - 1987    |
| Décennies de la science-fiction : 1950 - 1960 - 1970 - 1980 - 1990 - 2000 - 2010 |

L'année 1984 a été marquée, en matière de science-fiction, par les événements suivants.

## Naissances et décès

### Naissances
- 22 juin : Robert Jackson Bennett, écrivain américain.

## Événements
- Fin de la publication des ouvrages dans la collection littéraire Dimensions SF (création en 1973).

## Prix

### Prix Hugo
- Roman : Marée stellaire (Startide Rising) par David Brin
- Roman court : Cascade Point par Timothy Zahn
- Nouvelle longue : La Musique du sang (Blood Music) par Greg Bear
- Nouvelle courte : Speech Sounds par Octavia E. Butler
- Livre non-fictif : Encyclopedia of Science Fiction and Fantasy, vol. III par Donald Tuck
- Film ou série : Star Wars, épisode VI : Le Retour du Jedi, réalisé par Richard Marquand
- Éditeur professionnel : Shawna McCarthy
- Artiste professionnel : Michael Whelan
- Magazine semi-professionnel : Locus, dirigé par Charles N. Brown
- Magazine amateur : File 770 (Mike Glyer, éd.)
- Écrivain amateur : Mike Glyer
- Artiste amateur : Alexis Gilliland
- Prix Campbell : R. A. MacAvoy
- Prix spécial : Larry T. Shaw l'ensemble des réalisations dans l'édition de la science-fiction
- Prix spécial : Robert Bloch pour cinquante années de professionnel dans la science-fiction

### Prix Nebula
- Roman : Neuromancien (Neuromancer) par William Gibson
- Roman court : Frappez : Entrée ■ (PRESS ENTER ■) par John Varley
- Nouvelle longue : Enfants de sang (Bloodchild) par Octavia E. Butler
- Nouvelle courte : Enfant du matin (Morning Child) par Gardner Dozois
- Grand maître : Andre Norton

### Prix Locus
- Roman de science-fiction : Marée stellaire (Startide Rising) par David Brin
- Roman de fantasy : Les Dames du lac et Les Brumes d'Avalon (The Mists of Avalon) par Marion Zimmer Bradley
- Premier roman : Tea With the Black Dragon par R. A. MacAvoy
- Roman court : Her Habiline Husband par Michael Bishop
- Nouvelle longue : Le Régime du singe (The Monkey Treatment) par George R. R. Martin
- Nouvelle courte : Beyond the Dead Reef par James Tiptree, Jr.
- Recueil de nouvelles : Unicorn Variations par Roger Zelazny
- Anthologie : The Best Science Fiction of the Year #12 par Terry Carr, éd.
- Livre non-fictif ou de référence : Dream Makers, Volume II par Charles Platt
- Magazine : Locus
- Maison d'édition : Ballantine Books / Del Rey Books
- Artiste : Michael Whelan

### Prix British Science Fiction
- Roman : La Forêt des Mythagos (Mythago Wood) par Robert Holdstock
- Fiction courte : Le Pays invaincu. Histoire d'une vie (The Unconquered Country) par Geoff Ryman

### Prix E. E. Smith Memorial
- Lauréat : Robert Silverberg

### Prix Seiun
- Roman japonais : Teki wakKaizoku / kaizokuban par Chouhei Kanbayashi

### Prix Apollo
- Les Semeurs d'abîmes par Serge Brussolo

### Grand prix de l'Imaginaire
- Roman francophone : Le Champ du rêveur par Jean-Pierre Hubert
- Nouvelle francophone : Les Nageurs de sable par Jean-Claude Dunyach

### Prix Kurd-Laßwitz
- Roman germanophone : Das Sakriversum par Thomas R. P. Mielke

## Parutions littéraires

### Romans
- La Cité Mirage par Marion Zimmer Bradley.
- Démon par John Varley.
- Finismonde par Joan D. Vinge.
- Gilgamesh, roi d'Ourouk par Robert Silverberg.
- Les Hérétiques de Dune par Frank Herbert.
- The Integral Trees par Larry Niven.
- Job : Une comédie de justice par Robert A. Heinlein.
- Neuromancien par William Gibson.
- Le Vol de la Libellule par Robert Forward.

### Anthologies et recueils de nouvelles
- Univers 1984
- Le Livre d'or de la science-fiction : Raphael Lafferty

### Nouvelles
- Le Convecteur Toynbee par Ray Bradbury.

### Bandes dessinées
- Fin de la publication de Gigantik, série de bandes dessinées de science-fiction, dont la publication avait commencé en 1979.
- Le Feu de Wotan, 19e album de la série Yoko Tsuno, écrit et dessiné par Roger Leloup.

## Sorties audiovisuelles

### Films
- 1984 par Michael Radford.
- 2010 : L'Année du premier contact par Peter Hyams.
- Les Aventures de Buckaroo Banzaï à travers la 8e dimension par W.D. Richter.
- Dune par David Lynch.
- Philadelphia Experiment par Stewart Raffill.
- Runaway : L'Évadé du futur par Michael Crichton.
- Sexmission par Juliusz Machulski.
- Star Trek 3 : À la recherche de Spock par Leonard Nimoy.
- Starfighter par Nick Castle.
- Terminator par James Cameron.

### Téléfilms
- L'Aventure des Ewoks par John Korty.
- Threads par Mick Jackson.

### Séries
- V : La Bataille finale.

## Sorties vidéoludiques
- Elite par Acornsoft.
- Imperium Galactum par SSI.
- Strategic Conquest par Peter Merrill et Delta Tao Software.

## 1984 dans la fiction
- 1984, le roman dystopique de George Orwell, se déroule dans une année 1984 de fiction.